# TV3 Group
TV3 Group (ehemals All Media Baltics) ist der Markenname des lettischen Medienkonzerns SIA All Media Group mit Sitz in Riga, der in den baltischen Staaten aktiv ist. Das Unternehmen ist eine Tochtergesellschaft der litauischen Bitė Group, einer Tochtergesellschaft der US-amerikanischen Investmentgesellschaft Providence Equity Partners. Das Unternehmen wurde 2017 von der schwedischen Modern Times Group gegründet und im selben Jahr verkauft.

## Liste der TV- und Hörfunksender in Besitz der TV3 Group
| Estland                                                                           | Lettland                                                                                                | Litauen                                                                                       |
| TV                                                                                | TV | TV                                                                                            |
| AS All Media Eesti                                                                | SIA „All Media Latvia“                                                                                  | UAB All Media Lithuania                                                                       |
| --------------------------------------------------------------------------------- | --- | --------------------------------------------------------------------------------------------- |
| - TV3 - TV6 - 3+ - TV3 Film - TV3 Sport - TV3 Sport 2 - TV3 Sport 3 - TV3 Sport 4 | - TV3 - TV6 - 3+ - TV3 Life - TV3 Mini - TV3 Film - TV3 Sport - TV3 Sport 2 - TV3 Sport 3 - TV3 Sport 4 | - TV3 - TV6 - TV8 - TV3 Plus - TV3 Film - TV3 Sport - TV3 Sport 2 - TV3 Sport 3 - TV3 Sport 4 |
| Hörfunk                                                                           | |                                                                                               |
| Mediainvest Holding AS                                                            | SIA „Star FM“                                                                                           | UAB All Media Radijas                                                                         |
| - Star FM - Radio Volna - Power Hit Radio                                         | - Star FM - TopRadio                                                                                    | - Power Hit Radio                                                                             |

## Digitale Medien
- TV3 Play
- Go3
- tv3.ee
- tv3.lv
- tv3.lt
- SmartAD